# Lanesoares inermis
Genre
Espèce
Synonymes
- Phalangodella inermis Soares, 1944

Lanesoares inermis, unique représentant du genre Lanesoares, est une espèce d'opilions laniatores de la famille des Cryptogeobiidae.

## Distribution
Cette espèce est endémique de l'État de São Paulo au Brésil. Elle se rencontre à Santo André vers l'Alto da Serra.

## Description
Le mâle syntype mesure 3,5 mm et la femelle syntype 4,0 mm.

## Systématique et taxinomie
Cette espèce a été décrite sous le protonyme Phalangodella inermis par Soares en 1944. Elle est placée dans le genre Lanesoares par Roewer en 1949.

## Publications originales
- Soares, 1944 : « Opiliões do Alto da Serra. » Papeis Avulsos do Departamento de Zoologia, vol. 4, no 16, p. 221–242.
- Roewer, 1949 : « Einige neue Gattungen der Phalangodidae (Opiliones). » Veröffentlichungen aus dem Überseemuseum Bremen, vol. 1, p. 143–144.